# سفينة معاونة

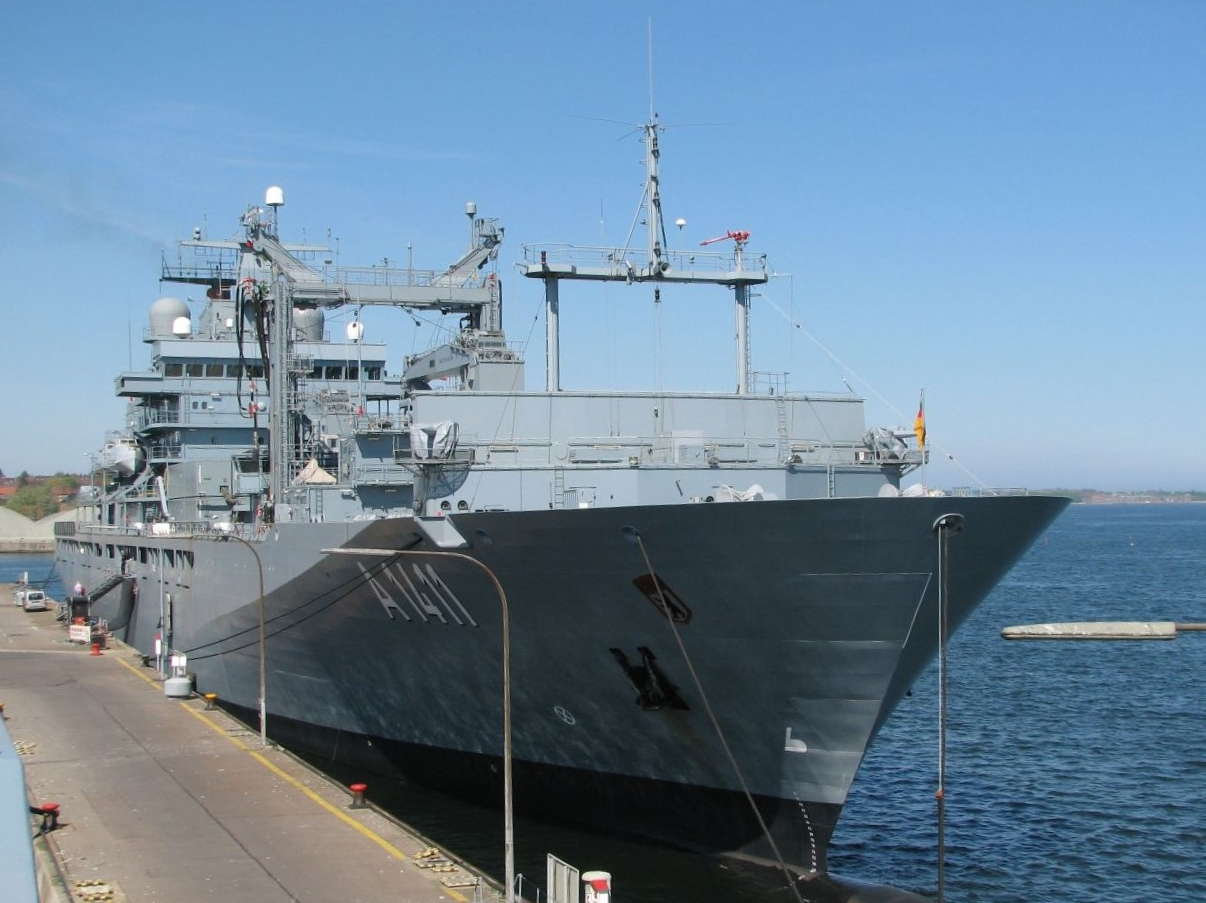
البحرية الألمانية سفينة إمداد من فئة-برلين

السفينة المعاونة هي سفينة مصممة للعمل في عدد من الأدوار التي تدعم السفن المقاتلة والعمليات البحرية الأخرى. والسفن المعاونة ليست مقاتلة بشكل أساسي على الرغم من تزويدها بقدرات قتالية محدودة، والتي عادة ما تكون ذات طبيعة دفاعية. وهناك أهمية فائقة للسفن المعاونة في القوات البحرية على اختلاف أحجامها من دولة لأخرى، فغياب هذه السفن سيجعل من السفن القتالية الرئيسية عديمة الفعالية. وهكذا نجد أن كل البحريات «تقريباً» تحافظ على وجود أسطول واسع من السفن المعاونة. ومع ذلك فإن تكوين وحجم هذه الأساطيل المعاونة يختلف تبعا لطبيعة كل قوات بحرية ومهمتها الأساسية. وتميل البحريات الساحلية الأصغر حجما إلى الحصول على سفن معاونة أصغر حجما، والتي تقوم بالتركيز أساساً على الأدوار الساحلية ودعم التدريب. بينما تميل بحريات المياه الزرقاء إلى امتلاك وتشغيل أساطيل معاونة كبيرة، تتألف من سفن معاونة ذات مدى أطول، ومصصمة لتوفير الدعم وأعمال المعاونة بعيداً عن المياه الإقليمية.

## الأدوار والمهام

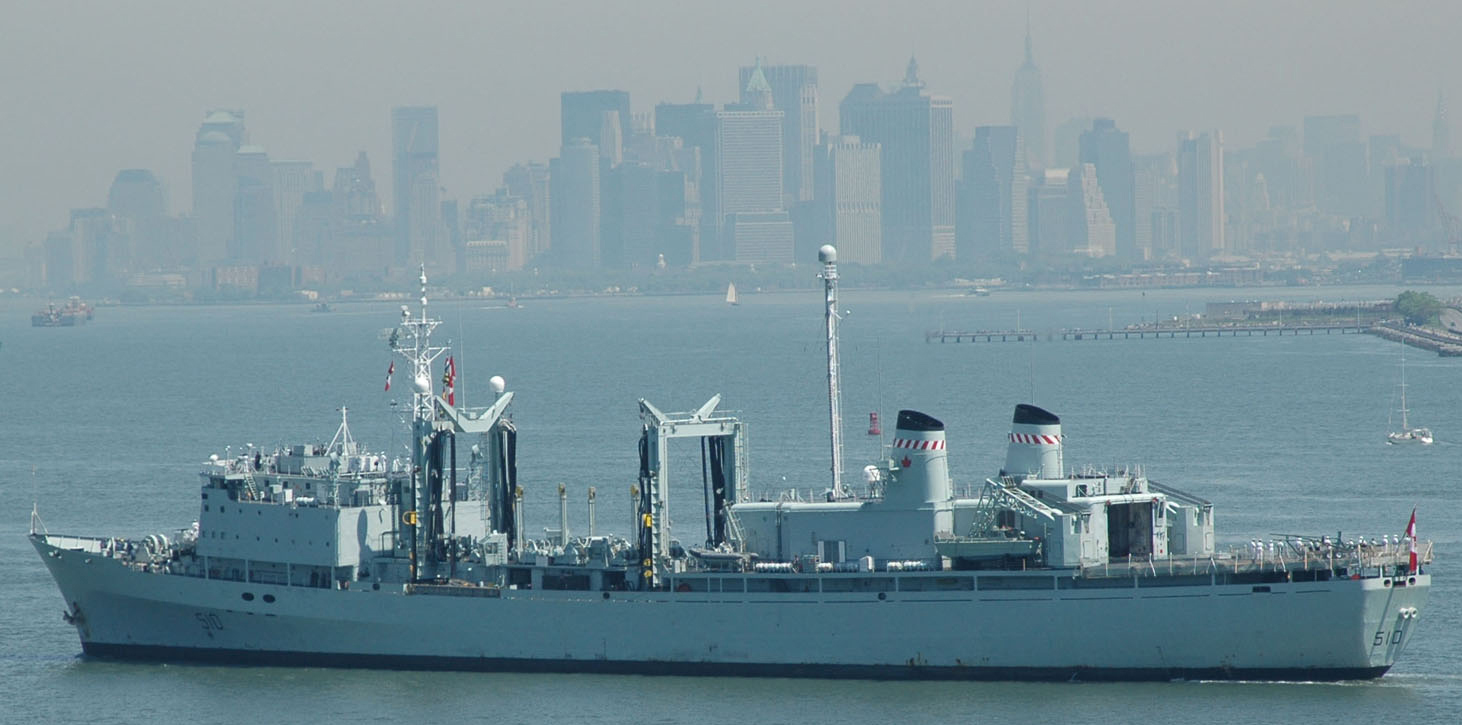
البحرية الملكية الكندية سفينة إمداد الوقود HMCS Preserver في نيو يورك 2009

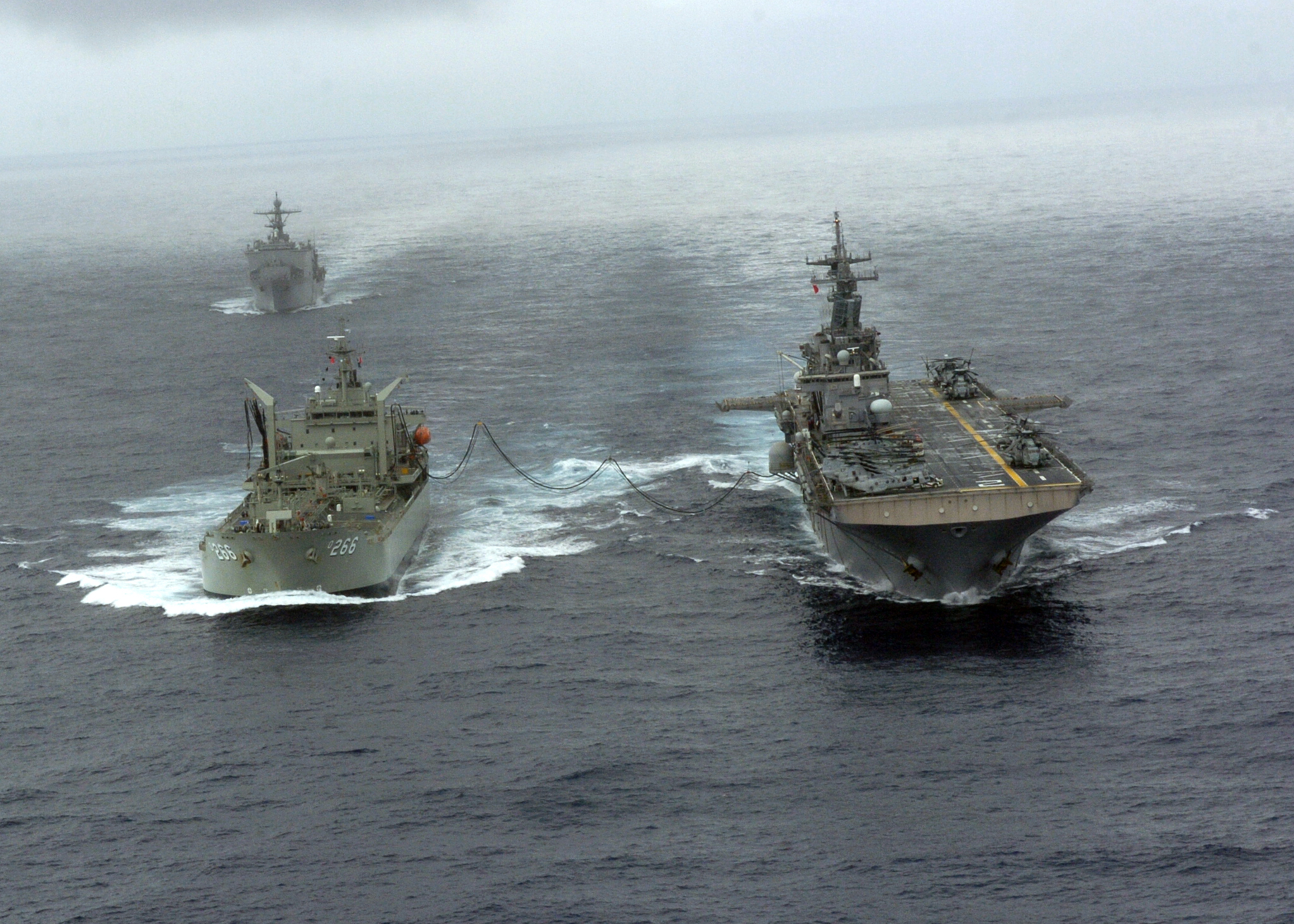
إمداد الوقود الأسترالية HMAS Sirius أثناء تزويدها للأمريكية USS Essex بالوقود في 2007

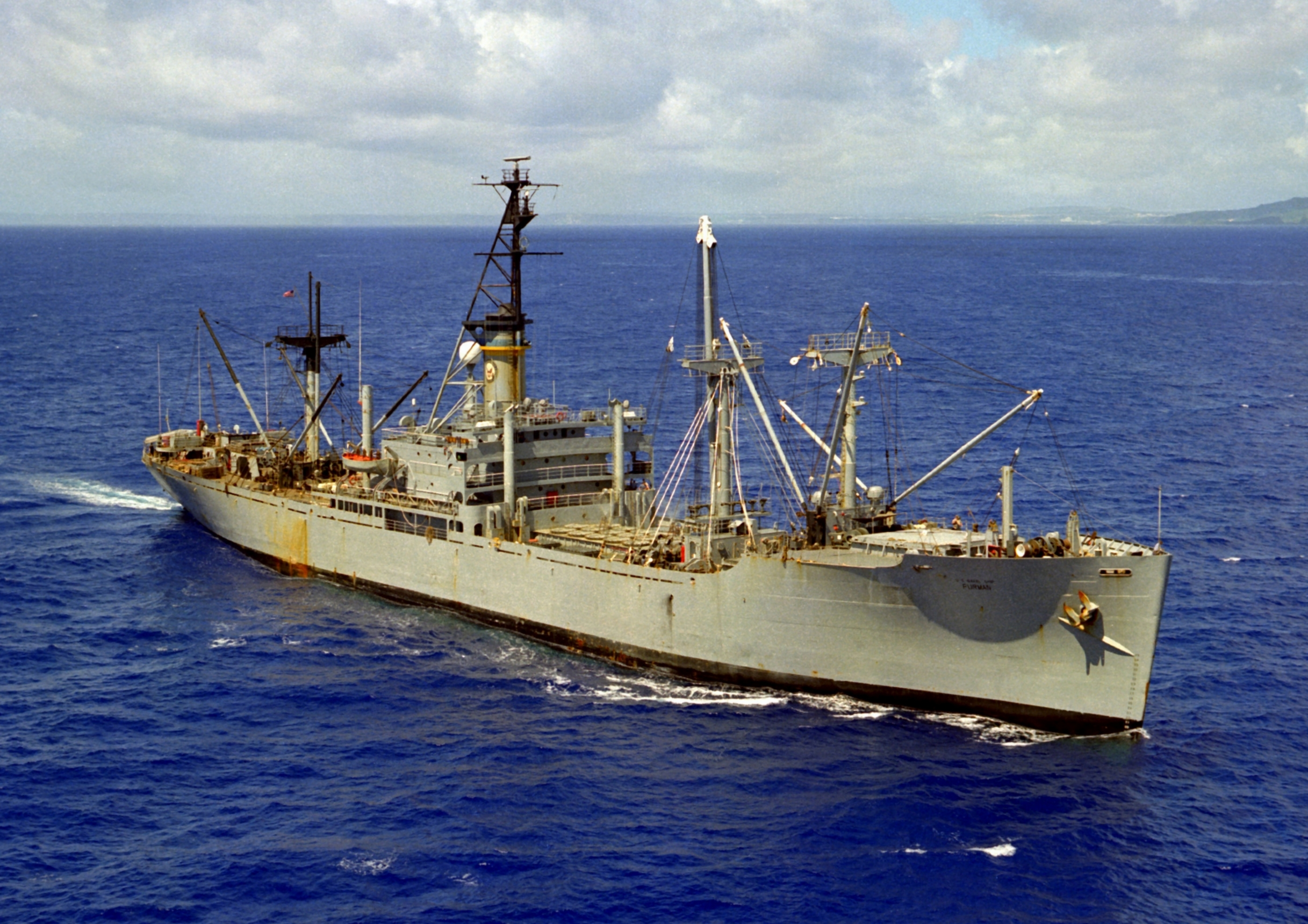
سفينة الشحن الأمريكية USNS Furman في عام 1981

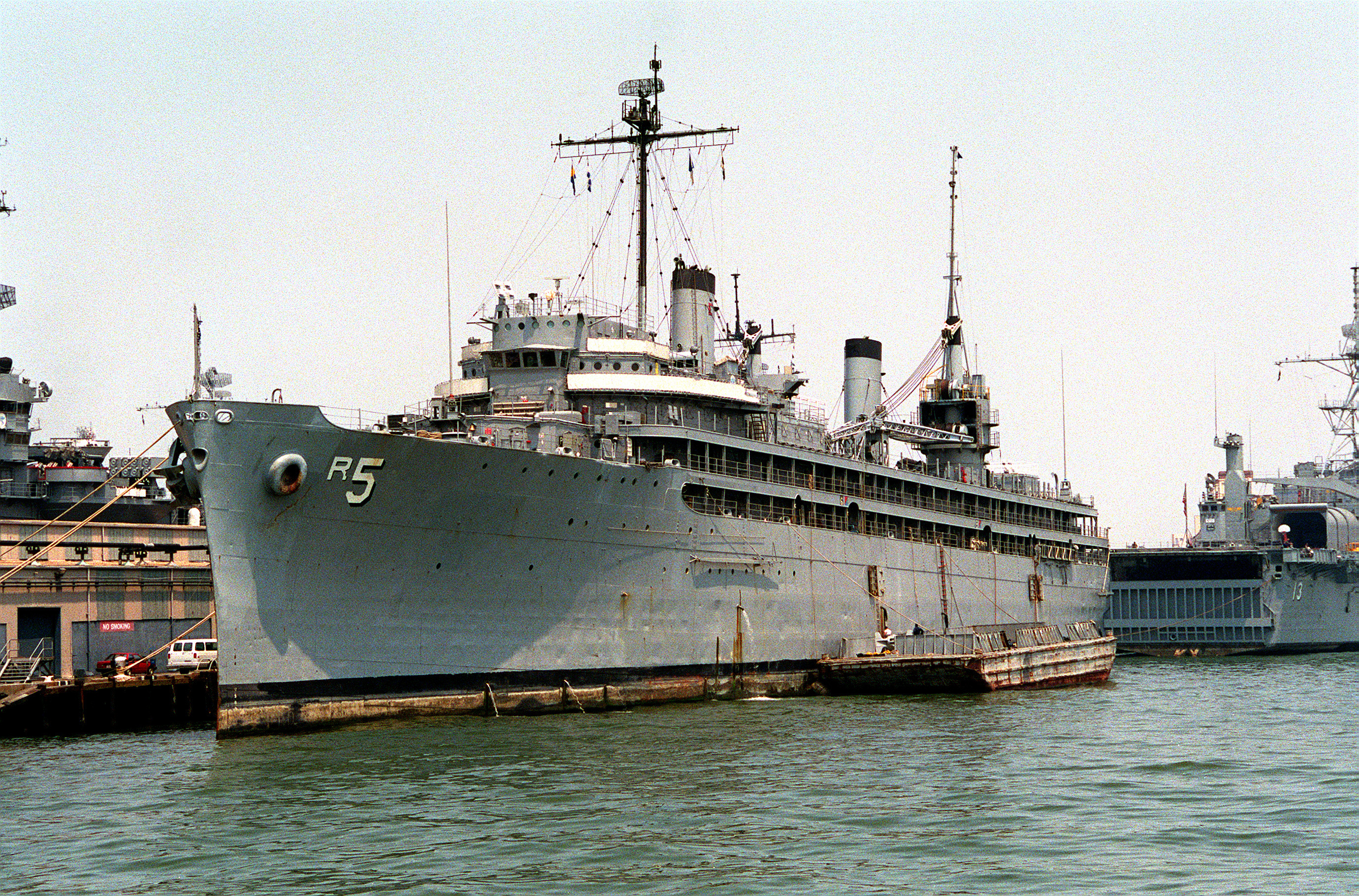
سفينة الإصلاح والصيانة الأمريكية
USS Vulcan في يونيو 1992

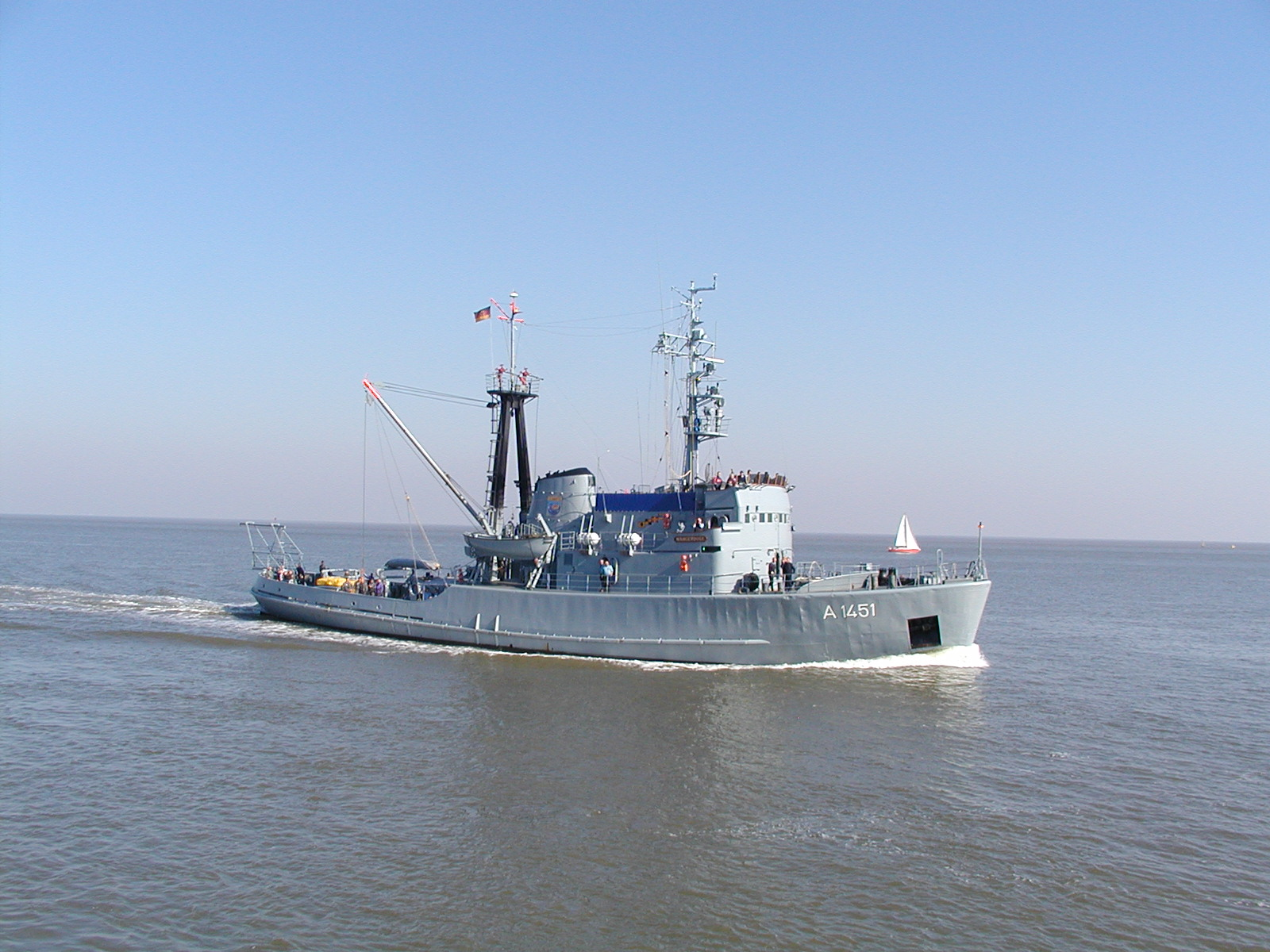
زورق السحب (القاطرة) الألماني Wangerooge في 2005

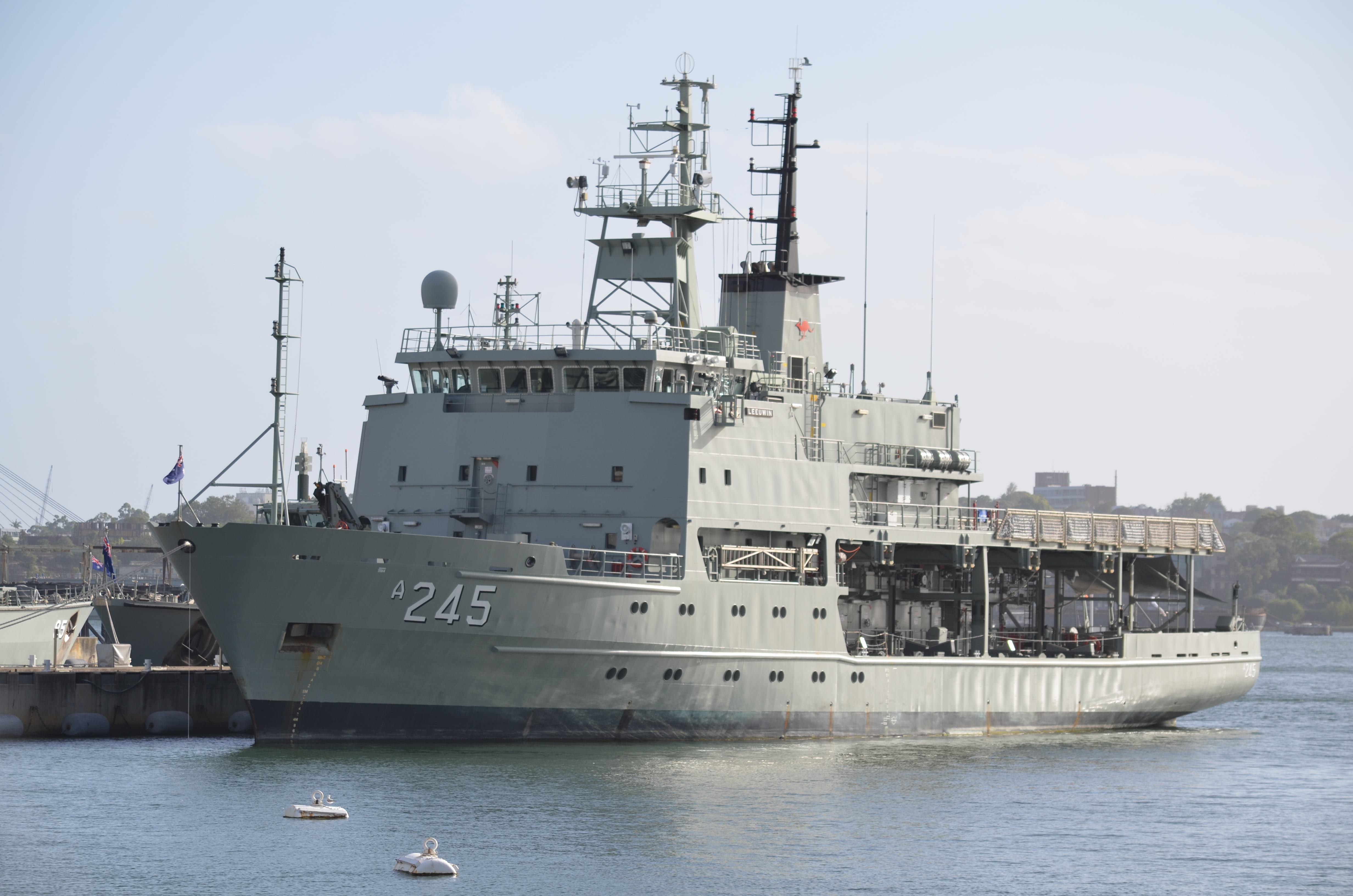
سفينة المسح الأسترالية HMAS Leeuwin ديسمبر 2013

### التجديد والإمداد
هي واحدة من أكثر الطرق المباشرة في قيام السفن المعاونة بتقديم الدعم للأسطول وتتم من خلال توفير الإمداد لوحدات الأسطول الرئيسية. وهذا يسمح للأسطول بالبقاء في موقعه، حيث تقوم سفن التزود والإمداد بإحضار الوقود، والذخائر، والغذاء، وغيرها من الإمدادات، من الشاطيء إلى الأسطول أينما كان يعمل. وتقوم سفن التزويد بالوقود Oiler تحديداً بجلب الوقود إلى سفن الأسطول، كما كانت تقوم سفن جلب الفحم Collier -في الماضي- بتزويد السفن البخارية بالفحم.

### النقل
يتطلب دعم قواعد التشغيل الأمامية Forward Operating Bases توفير قدرات نقل هائلة. وغالبا ما يتم تحويل سفن النقل التجارية، وتكليفها بالخدمة في القوات البحرية.
وناقلات البترول Tankers هي وسيلة النقل المصممة خصيصا لشحن الوقود إلى مواقع أمامية (متقدمة). أما سفن النقل فلا يقتصر دورها على حمل البضائع للدعم البحري، ولكن في دعم مختلف أفرع القوات المسلحة الوطنية. وعلى وجه الخصوص تستخدم السفن لنقل عدد كبير من الجنود إلى مسارح العمليات. وهذا لا يمنع وجود بعض سفن النقل شديدة التخصص، مثل سفن الذخيرة التي تستخدمها البحرية الأمريكية.

### الصيانة والإصلاح
ويعد إصلاح السفن في البحر أو في المناطق الأمامية أمراً هاماً لأنه يسمح لهذه الوحدات بالعودة إلى الخدمة بشكل أسرع، مع زيادة فرص البقاء للسفن التي تضررت بشكل كبير في المعركة. وتتراوح سفن الإصلاح بين سفن المعدات الصغيرة والأحواض الجافة العائمة.

### المرفأ
يعتبر دعم الموانئ دوراً هاماً من أدوار السفن المعاونة، ويشمل ذلك أنواع مختلفة من السفن بما في ذلك القاطرات والصنادل والصهاريج والأوناش وغيرها، والتي تستخدم لنقل السفن والمعدات حول مرافق الموانئ. وتساعد هذه السفن أيضا في الحفاظ على الميناء من خلال قنوات التجريف، والحفاظ على الأرصفة البحرية والعوامات، وكذلك توفير منصات عائمة لأسلحة الدفاع عن الموانئ.

### الأبحاث
تستخدم مجموعة واسعة من السفن لأغراض البحث والمسح، وذلك لتوفير أساس معلوماتي لسلاح البحرية لفهم أفضل لبيئته التشغيلية، أو للمساعدة في اختبار التكنولوجيات الجديدة للعمل في السفن الأخرى.

### سفن دعم
أبسالون

  كاريل دورمان

### قائمة مراجع
- Cutler، Deborah W.؛ Cutler، Thomas J. (2005). Dictionary of Naval Terms (ط. 6). Naval Institute Press. ISBN:1591141508. مؤرشف من الأصل في 2019-12-08.
- Morris، Christopher G. (1992). Academic Press Dictionary of Science and Technology (ط. 1). Academic Press. ISBN:0127356320. مؤرشف من الأصل في 2019-12-08.